# Rachael Ray

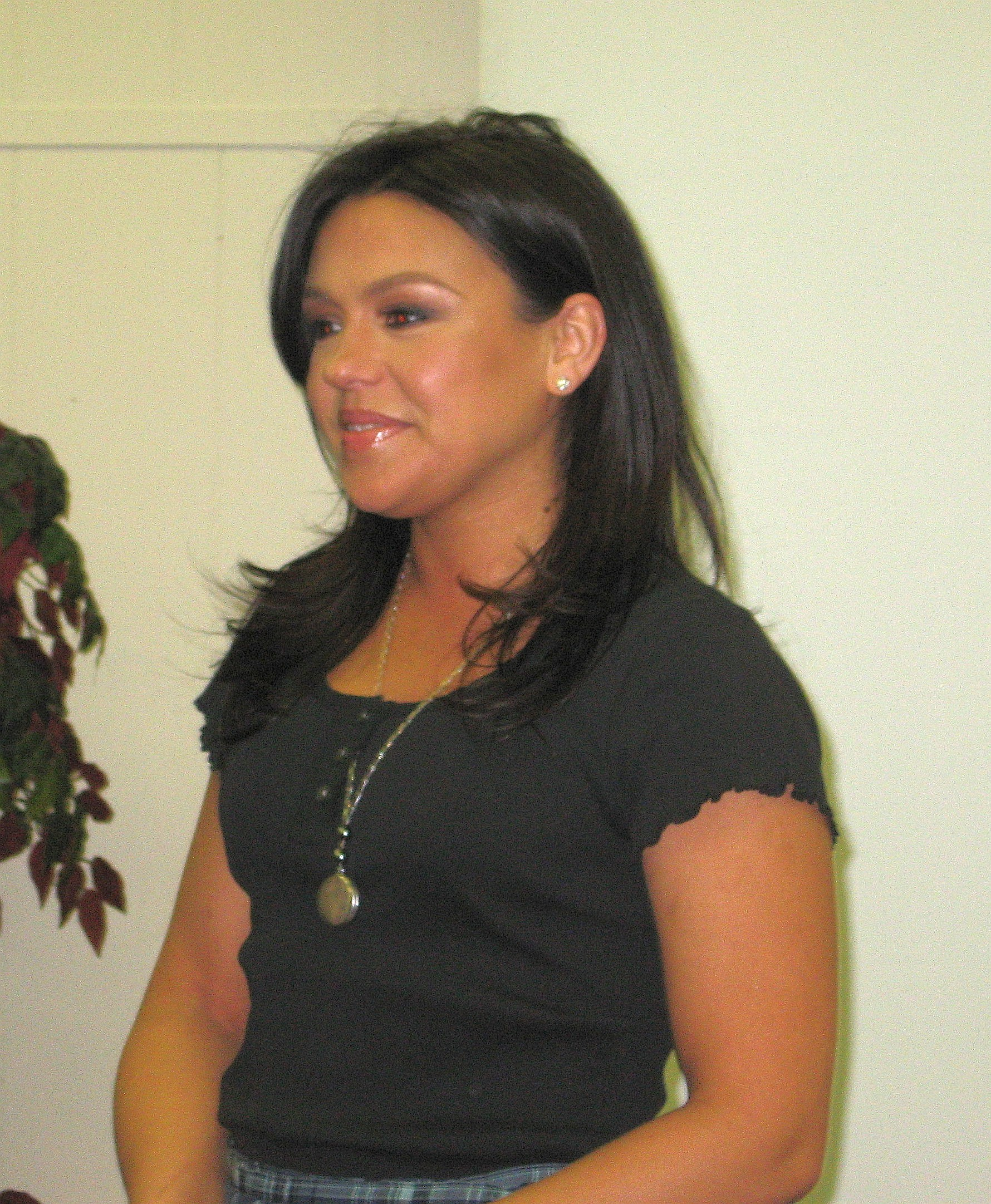
Rachael Ray

Rachael Ray, född 25 augusti 1968, är en amerikansk programledare och kokboksförfattare. Hennes självbetitlade matlagningsprogram sänds på TV 3 i Sverige.
Ray är av italiensk härkomst och hennes mor drev en restaurang. Ray fick som flicka hjälpa till i restaurangen, och det var där hon först lärde sig att laga mat. Hennes far kommer från Louisiana i USA.